# Bergmanns regel
Bergmanns regel er en biologisk lov der fastslår, at inden for en bredt fordelt taksonomisk stamgruppe, finder man arter af stor størrelse i koldere miljøer, mens arter af mindre størrelse findes i varmere områder. Bergmanns regel beskriver kun dyrenes samlede kropsstørrelse, men omfatter ikke de enkelte legemesdele som Allens regel gør.
Selv om den oprindeligt blev formuleret om arter inden for én slægt, er den ofte blevet omarbejdet for grupper inden for en art. Den er også ofte defineret i forhold til breddegrad. Det er muligt, at reglen også gælder for nogle planter, f.eks. rapicactus indenfor kaktus-familien.
Reglen er opkaldt efter en tysk biolog fra det nittende århundrede Carl Bergmann, som beskrev mønsteret i 1847, selv om han ikke var den første til at lægge mærke til det. Bergmanns regel anvendes oftest på pattedyr og fugle, der er endoterme, men nogle forskere har også fundet beviser for reglen i undersøgelser af ektoterme arter, f.eks. myrearten leptothorax acervorum. Mens Bergmanns regel synes at gælde for mange pattedyr og fuglearter, findes der undtagelser.
Større dyr har en tendens til at tilpasse sig Bergmanns regel mere end mindre dyr, i det mindste op til visse breddegrader på Jorden. Dette afspejler måske en reduceret evne til at beskytte sig i koldere klimaer, f.eks. at søge beskyttelse ved at grave. Ud over at være et generelt mønster på tværs af forskellige landområder, gælder Bergmanns regel ligeledes på grupperinger målt over historiske og evolutionære tidsepoker, selv når den udsættes for varierede termiske forhold. Især er midlertidig, omvendelig dværgvækst af pattedyr blevet observeret under to kortvarige stigninger i temperaturen gennem den palæogene tidsperiode: det Paleocæne-Eocæne Termiske Maksimum og det Eocæne Termiske Maksimum«'.

## Eksempler

### Mennesker
Befolkninger I polaregne, inklusiv inuitter, aleutere, og samer, er i gennemsnit tungere end befolkninger fra midten af Jordens breddegrader, hvilket er helt i overensstemmelse med Bergmanns regel. De har også en tendens til at have kortere lemmer og bredere muskler, i overensstemmelse med Allens regel. Ifølge Marshall T. Newman (sagt i 1953), er indianske befolkningers udvikling generelt i overensstemmelse med Bergmanns regel, selv om det kolde klima og den lille kropsstørrelse i kombination findes hos den østlige inuitstamme, kanofolket, yukifolket samt quechuafolket, mens de indfødte stammer fra Harrison Lake går stik imod teorien om Bergmanns regel. Newman har bemærket, at den biologiske regel gælder for befolkningen i Eurasien, men ikke for menneskene fra Subsaharisk Afrika.

### Fugle
En undersøgelse af ændringer i trækfuglenes morfologi fra 2019, brugte i forsøget fuglekroppe der var kollideret med bygninger i Chicago fra 1978 til 2016. Længden af fuglenes underbensknogler (en indikator på kropsstørrelse) var forkortet med et gennemsnit på 2,4 pct. og deres vinger forlænget med 1,3 pct. En lignende undersøgelse offentliggjort i 2021 brugte målinger af 77 arter fanget til ringmærkning ved Regnskoven i Amazonas. Mellem 1979 og 2019 var alle de undersøgte arter i gennemsnit blevet mindre med op til 2 pct. pr. årti. De morfologiske ændringer anses for at være et resultat af global opvarmning, og kan være et eksempel på evolutionære ændringer, helt i tråd med Bergmanns regel.

### Krybdyr
Bergmanns regel er i overensstemmelse med udviklingen af krokodillearter. Derimod falder skildpadder og øgler udenfor reglen.

### Hvirvelløse dyr
Der er fundet beviser for Bergmanns regel i vandloppearter fra havet.

### Planter
Reglen gælder ikke på samme måde for planter. Hos eksempelvis kaktus-familien, viser kæmpekaktussen, der engang blevet beskrevet som "et botanisk Bergmann-mønstereksempel", sig i stedet at være afhængig af nedbør, især vinternedbør, og ikke af temperatur. Medlemmer af slægten rapicactus er større i koldere miljøer, eftersom deres stilkdiameter øges med højden og især med stigende breddegrader. Da »rapicactus« imidlertid vokser i et klimazoneområde, hvor den gennemsnitlige nedbør har tendens til at blive mindre på højere breddegrader, og deres størrelse ikke er betinget af klimavariabler, kunne dette tyde på en mulig Bergmann-tendens.

## Forklaringer
Den tidligste forklaring, som Bergmann gav, da han oprindeligt formulerede reglen, er, at større dyr har et lavere overfladeindhold til volumenforhold end mindre dyr, så de udstråler mindre kropsvarme pr. vægtenhed og forbliver derfor varmere i kolde klimaer. Varmere klimaer giver det modsatte problem: kropsvarme genereret af stofskiftet skal spredes hurtigt i stedet for at blive opbevaret inde i legemet.
Det betyder at højere overfladeindhold til volumenforhold hos mindre dyr i varme og tørre klimaer letter varmetab gennem huden og hjælper med at afkøle kroppen. Det er vigtigt at bemærke, at når man analyserer Bergmanns regel på området, er de populationseksempler der studeres fra de forskellige termiske miljøer også blevet adskilt længe nok til genetisk at kunne skille sig ud fra mængden.
Hos krebsdyr, er det blevet foreslået, at en stigning i takt med højere breddegrader bør noteres, fordi faldende temperatur resulterer i øget celle-størrelse og øget levetid, som begge fører til en stigning i maksimal kropsstørrelse (fortsat vækst gennem hele livet er karakteristisk for krebsdyr). Størrelsestendensen er blevet observeret hos hyperiidae, gammaridae, tanglopper, vandlopper, søknælere, pungrejer, og det planktonagtige krill,  i sammenligninger af beslægtede arter og indenfor vidt udbredte arter. Dybhavs-gigantisme er også observeret i nogle af disse grupper, muligvis af samme grund. En yderligere faktor hos de vandlevende arter kan være den større koncentration af opløst ilt ved lavere temperatur. Denne teori underbygges af den reducerede størrelse af krebsdyr i højtliggende søer. En anden mulig indflydelse på størrelsen af hvirvelløse dyr, er en formindsket mængde rovdyr jo højere breddegrad, man bevæger sig på. En undersøgelse af armfødder viste, at rovdyrsandelen blev reduceret i polarområder i forhold til tempererede breddegrader (den samme tendens blev ikke fundet på dybt vand, hvor rovdyrsmængden også reduceres, eller i sammenligningen med tropiske og tempererede armfødder, måske fordi tropiske armfødder har udviklet sig til mindre størrelser for at undgå opmærksomhed fra rovdyr).

## Hesses regel
I 1937 foreslog den tyske zoolog og økolog Richard Hesse en udvidelse af Bergmanns regel. Hesses regel, også kendt som "hjertevægtsreglen", fastslår, at arter der lever i koldere klimaer, har et større hjerte i forhold til kropsvægt end nært beslægtede arter, der beboer varmere klimaer.

## Kritik
I en undersøgelse fra 1986 hævdede Valerius Geist at Bergmanns regel var fejlagtig: sammenhængen med temperaturen er forkert; I stedet fandt Geist, at kropsstørrelsen er proportional med varigheden af den årlige produktivitetsaktivitet eller fødevaretilgængelighed pr. dyr i vækstsæsonen.
Fordi mange faktorer kan påvirke kropsstørrelse, er der megen kritik af Bergmanns regel. Nogle mener, at breddegraden i sig selv er en dårlig forudsigelse af kropsmasse. Eksempler på andre biologiske faktorer, der kan bidrage til en ændring i kropsmassen, er mængden af tilgængelig føde, virkningerne af kropsstørrelse som følge af rovdyr, kropsstørrelsens indvirkning på sårbarhed over for fjender og ressourcetilgængelighed. Hvis en organisme eksempelvis er tilpasset kolde temperaturer, kan den også tolerere perioder med fødevaremangel på grund af sammenhæng mellem kold temperatur og fødevareknaphed. En større organisme kan bruge af sit større fedtlager til at få den nødvendige energi til overlevelse samt at være i stand til at formere sig over længere perioder.
Ressourcetilgængelighed udgør grænserne for mange organismers samlede overlevelse. Ressourceknaphed kan begrænse det samlede antal organismer i et habitat og kan desuden med tiden få organismer til at tilpasse sig ved at blive mindre i kropsstørrelse. Ressourcetilgængelighed er således en vigtig faktor for Bergmanns regel.